# Luis César Amadori

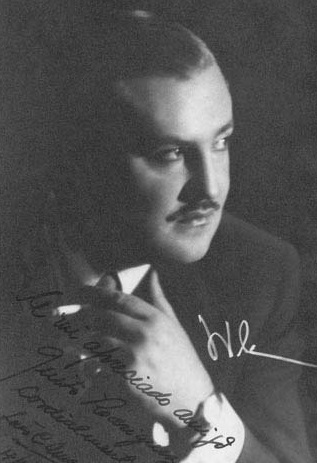
Luis César Amadori (1949)

Luis César Amadori (* 28. Mai 1903 in Pescara, Italien; † 5. Juni 1977 in Buenos Aires) war ein argentinischer Filmemacher, Drehbuchautor und Schriftsteller italienischer Abstammung.

## Leben
Amadoris Eltern waren von Italien nach Argentinien ausgewandert, während er noch ein Kleinkind war, so dass er in Argentinien aufwuchs. Nach einem abgebrochenen Medizinstudium arbeitete er als Journalist für verschiedene Zeitungen, unter anderem auch als Musikkritiker für Ultima Hora. Später verfasste er auch Theaterstücke und komponierte Tangos, zu denen auch Madreselva gehörte, den er zusammen mit Francisco Canaro schrieb.
Zum Film gelangte Amadori durch Ángel Mentasti. Sein erster Filmarbeit war 1936 Puerto Nuevo, bei der er zusammen mit Mario Soffici Regie führte. Dies war der Beginn einer über 30-jährigen Karriere als Regisseur und Drehbuchautor, bei der er an über 60 Filmen mitwirkte.
Bei den Dreharbeiten zu seinem Film Orquesta de señoritas lernte er 1941 die Schauspielerin Zully Moreno kennen und ging mit ihr eine Beziehung ein. Nach zahlreichen Auftritten Morenos in Filmen Amadoris berichtete die Klatschpresse über die Beziehung der beiden. Im April 1947 heirateten Moreno und Luis César Amadori. Nach dem Sturz Juan Peróns im Jahr 1955 flohen Moreno und Amadori nach Spanien ins Exil. In den 1970er Jahren zog das Paar nach Argentinien zurück, wo Amadori als Impresario die Leitung des Teatro Maipo in Buenos Aires übernahm. Dort verstarb er im Jahr 1977.

## Filmografie
- 1936: Puerto Novo
- 1937: El pobre Pérez
- 1938: El canillita y la dama
- 1938: Meastro Levita
- 1938: Madreselva
- 1939: Palabra de honor
- 1939: Caminito de Gloria
- 1940: El haragán de la familia
- 1940: Hay que educar a Niní
- 1941: Napoleón
- 1941: La canción de los barrios
- 1941: Orquesta de señoritas
- 1941: Soñar no cuesta nada
- 1942: El tercer beso
- 1942: El profesor Cero
- 1942: Bajó un ángel del cielo
- 1942: La mentirosa
- 1942: Ciaro de luna
- 1943: Son cartas de amor
- 1943: Luisito
- 1943: Carmen
- 1944: Apasionadamente
- 1945: Dos ángeles y un pecador
- 1945: Madame Sans-Gêne
- 1945: Santa Cándida
- 1946: Mosquita muerta
- 1947: Albéniz
- 1947: Una mujer sin cabeza
- 1948: König der Bettler (Dios se lo pague)
- 1949: Una noche en el Ta-Ba-Rín
- 1949: Don Juan Tenorio
- 1949: Juan Globo
- 1949: Almafuerte
- 1950: Historia de una pasión
- 1950: Nacha Regules
- 1951: Pecado
- 1951: Maria Montechristo (Maria Montecristo)
- 1951: Me casé con una estrella
- 1952: Eva Perón inmortal
- 1952: La de los ojos color del tiempo
- 1953: La pasión desnuda
- 1954: El grito sagrado
- 1954: Caídos en el infierno
- 1955: El barro humano
- 1955: El amor nunca muere
- 1958: ¿Dónde vas, Alfonso XII?
- 1958: Amor prohibido
- 1958: Zwei Verliebte in Madrid (La violetera)
- 1958: Una muchachita de Valladolid
- 1959: Una gran señora
- 1960: Ein Thron für Christine (Un trono para Cristy)
- 1960: Mi último tango
- 1961: Alerta en el cielo
- 1961: Pecado de amor
- 1963: La casta Susana
- 1964: El señor de La Salle
- 1964: Como dos gotas de agua
- 1965: Más bonita que ninguna
- 1966: Acompáñame
- 1967: Amor en el aire
- 1967: Un novio para dos hermanas
- 1967: Buenos días, condesita
- 1968: Cristina Guzmán